# ファインディング・ニモ
『ファインディング・ニモ』（原題：Finding Nemo）は、2003年公開のアメリカのアニメーション映画である。

## 概要
ディズニーとピクサーの共同製作で、フル3DCGで描かれた。ピクサーの長編アニメーション作品としては第5作目になる。日本では2003年12月6日公開。第76回アカデミー賞では長編アニメ賞を受賞した。同時上映作品は短編『ニックナック』（1989年製作アニメーションの再編集版）。
主人公ニモ（Nemo）の名は、ジュール・ベルヌの小説『海底二万里』に登場する主人公ネモ船長（Captain Nemo）から採られている。
2012年に3D映画『ファインディング・ニモ 3D』が公開。同時上映は短編『レックスはお風呂の王様』。
2016年には続編『ファインディング・ドリー』が公開された。

## あらすじ

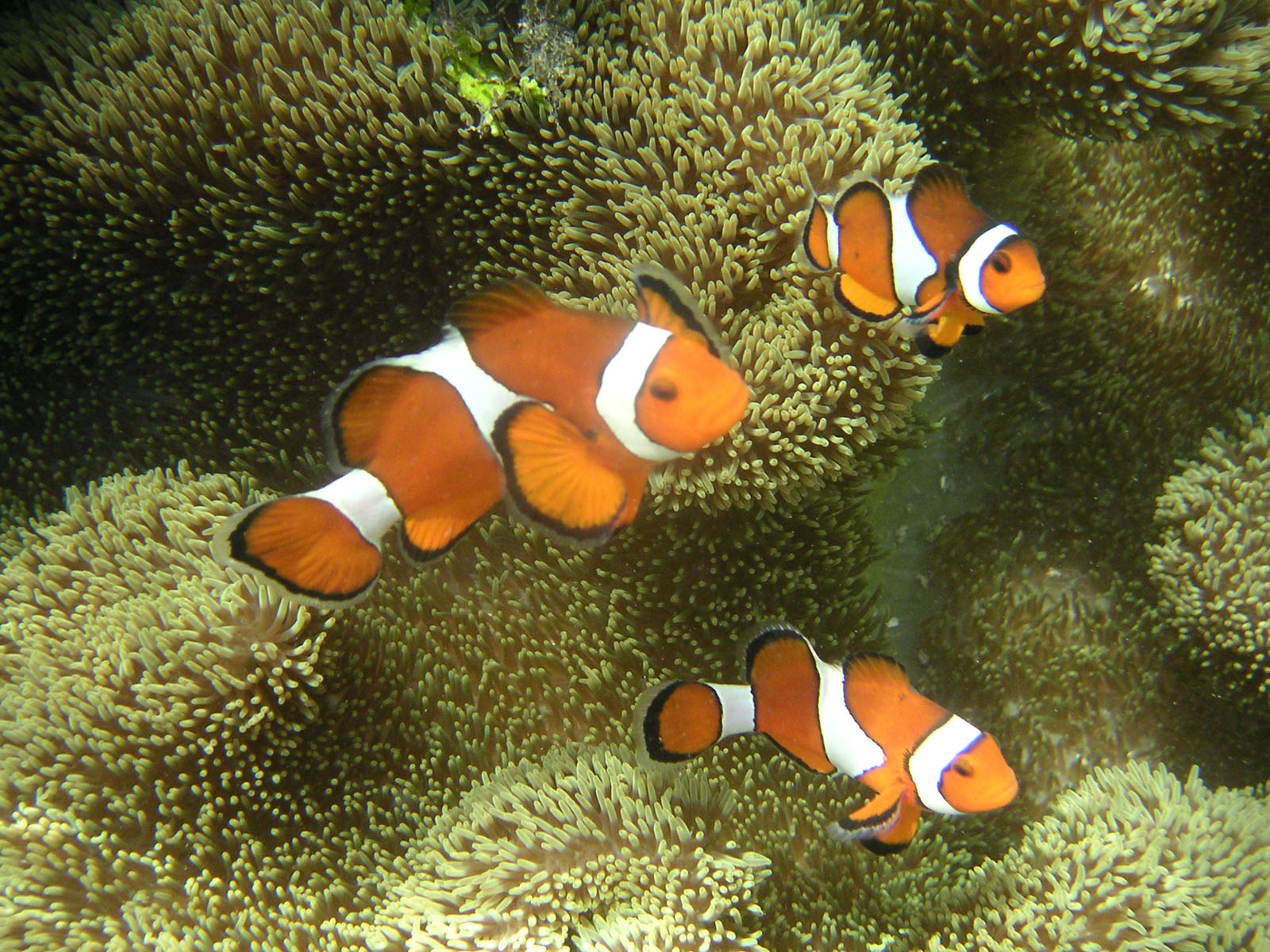
マーリン、ニモのモデルであるカクレクマノミ

舞台はオーストラリアにあるグレートバリアリーフの海。カクレクマノミのマーリンは妻のコーラルと共に卵の世話をしながら、2日後の子供たちの誕生を楽しみにしていた。ところが突然バラクーダ（オニカマス）に襲われ、幸せな日常に終止符が打たれる。気を失っていて助かったマーリンが意識を取り戻すと、妻と卵たちは姿を消していたが、たったひとつだけ卵が残されていた。父であるマーリンは、唯一残った子に、妻の遺志を尊重するべく「ニモ」と名付け過保護に育てる。
ニモは6歳になったが、あれこれと心配し過ぎるマーリンにうんざりしていた。初めて学校に登校した日、ニモは遠足でドロップオフへ行くことになるが、見送りに来たマーリンはやっぱり心配して、ニモの遠足に付いてきてしまい、「やっぱり入学は早すぎた」といって、ニモと言い争いになってしまう。頭にきたニモは、一人で船に近づき人間のダイバーフィリップ・シャーマンに捕らわれてしまう。マーリンはニモを取り戻すため、彼を乗せた白い船を見たというナンヨウハギのドリーと共に船を追いかける。しかしドリーは健忘症で、マーリンの存在などを過ぐに忘れてしまう。そんな中、2人はサメトリオに出くわし彼らのミーティングに参加する羽目になる。ミーティングの途中、マーリンはフィリップが付けていたダイビングマスクを見つけるが、誤ってダイビングマスクを深海に落としてしまい、取りに行ったところを、チョウチンアンコウに襲われそうになる。ドリーがチョウチンアンコウの明かりを利用して、マスクに書いてあった字を読んだところ、「シドニー ワラビー通り42 P・シャーマン」とわかったことから、シドニーに向かうことにする。
一方、フィリップの歯科診療所にある水槽に入れられたニモは、そこで暮らす7匹の鑑賞魚達（タンク・ギャング）と出会う。彼らの話によると、魚を乱暴に扱いすぐ死なせてしまうフィリップの姪ダーラの誕生日に、ニモがプレゼントとして彼女の手に渡るのだという。そこでタンク・ギャング達は水槽からの脱出を計画するが、失敗に終わった。
シドニーに向かっていたマーリンとドリーは、ムーンフィッシュの群れに、「シドニーへ行くには海流を通っていく」と教えてもらうも、その話をしようとするドリーの話を聞かずにマーリンの独断で誤って迷い込んだクラゲの大群の中で刺されて気を失ってしまう。運良くアオウミガメのクラッシュとその群れに救われた2人は彼らの甲羅の上に乗り海流に乗ってシドニーを目指すが、海流を降りた直後、道に迷ってしまう。ドリーが向こうにいたクジラに助けてもらおうとクジラ語で声をかけるが、誤ってそのクジラに飲み込まれてしまうも、ドリーのクジラ語のおかげでマーリンとドリーはクジラの潮吹きでシドニーの港に到着する。コシグロペリカンのナイジェルの協力でフィリップの歯科治療所に到着したマーリンとドリーだが、そこへ来ていたダーラから逃れるために死んだふりをしていたニモを見たマーリンは、ニモが死んでしまったと勘違いし落胆する。海に戻り、ドリーと別れたマーリンは一人で家へと泳ぎ始める。
一方、ニモはタンク・ギャング達の協力もあり、やっとの思いで歯科治療所から脱走し、海でドリーと出会う。ニモのことを忘れているドリーだが、「シドニー」という文字を見て思い出し、彼女の協力でニモはマーリンとの再会を果たす。しかし、今度はドリーが漁港網に掛かかってしまう。ニモの提案で、大量に網にかかっている魚達と共に下に泳ぎ続け、ドリーたちは網からの脱出に成功する。
その後、マーリンとニモはドリーと共にグレートバリアリーフに帰り、彼らに平和な日常が戻ったのだった。一方、水槽からの脱出に成功し海に来たタンク・ギャング達だが、入っていたビニール袋から出られなかった。

## 登場キャラクター

### 主要キャラクター
マーリン（Marlin）
本作の主人公で、ニモの父親。
カクレクマノミの雄。
妻のコーラルと多くの卵をバラクーダ（オニカマス）の襲撃で失い、以来神経質な性格になる。周りを信用することのできない、かなりのトラブルメーカーで、他人の話をろくに聞こうとせず、独断で行動することも多い。実際にそれが仇となって作中でも様々な混乱を招いている。
しかし、たった一人の息子であるニモを愛する気持ちは本物で、自身の過保護な接し方が原因でニモが捕らわれてしまった事には負い目を感じていた。
愛するニモを救うため、ドリーと共に一路シドニーを目指す。そして旅をする中で、彼自身も逞しく成長していく。
続編『ファインディング・ドリー』にも登場する。
ドリー（Dory）
ナンヨウハギの雌で本作のヒロイン。ニモを攫った人間が乗るボートの目撃者。能天気な性格。
重度の健忘症持ちだが、知能が高く人間の文字を読む事が可能でクジラ語という言語を用いてクジラとの意思疎通が出来る。アルファベットを読解する才能を買われてマーリンの旅に同行する。
続編『ファインディング・ドリー』では主人公として登場する。
ニモ（Nemo）
マーリンの息子で、人間で言うと6歳くらい。400個以上産卵されていた兄弟、姉妹たちの殆どがバラクーダの犠牲となる中、ただ１匹生き残った強運の個体である。生まれつき右胸鰭が小さいせいで上手く泳げないが、マーリンと本人は「幸運のヒレ」と呼び、前向きに捉えている。
過保護な父に反発した結果、人間のダイバーに捕まってしまい、シドニーにある歯科診療所へ連れてこられる。そこで出会ったタンク・ギャング達と絆を深めて、共に脱走計画を立てることになる。終盤でも大きな活躍を見せる。
名前は彼の母親コーラルの生前の要望によりつけられた。
続編『ファインディング・ドリー』にも登場する。

### 海の住人たち
サメトリオ
ブルース、アンカー、チャムからなる三匹組。
サメ族の悪いイメージをよくするため、「魚は友達、エサじゃない」をモットーに掲げて海藻食主義を貫こうと努力している。夜中に沈没した潜水艦に集まって努力の成果などを発表するミーティングをしている。しかし、それぞれ短所があるためイメージ向上は難航している。逆にそれさえ除けばマーリンやドリーの良き理解者である。終盤でドリーをニモの学校に送り届けた。
ブルース（Bruce）
ホホジロザメ。三匹組のリーダー格。アンカーとチャムと共に魚を食べないように努力している。父親を人間に殺されたらしく顔を知らないと語っている。息子を探しているマーリンを「父親の鑑」と評している。普段は陽気な性格だが血の臭いを嗅ぐと野生が目覚め、アンカーとチャムの制止も無視して魚を追い回す短所がある（しかし、映画のラストシーンではその短所を克服している）。
アンカー（Anchor）
ヒラシュモクザメ。ブルースとチャムと共に魚を食べないように努力している。可愛い子ぶるイルカを嫌っている。しかし、ブルースやチャムとは違い魚の友達を連れて来るという課題を成し遂げたり暴走するブルースの事を弁解したりするなど目立った短所は見られない。
チャム（Chum）
アオザメ。古い釣り針を鼻ピアスにしている。ブルースとアンカーと共に魚を食べないように努力している。しかし、実際には隠れて魚を食べておりミーティングの際に一瞬、口から魚の骨が出てしまった。
ブレニー
サメトリオのミーティングに、“友達を連れて来る”と言う課題を果たす為、アンカーが連れて来た小魚。サメトリオが怖くて、こっそり逃げた。エンド・ロールで、マーリンとドリーを襲ったアンコウを一飲みにした。サメが傍に居る時だけでなく、常にオドオドしている。
チョウチンアンコウ（Angler fish）
獰猛な深海魚。およそ言葉を解する様子はない。マーリンとドリーを襲うが、岩に引っ掛かった水中メガネに突っ込み、身動きが取れなくなってしまった。
ムーンフィッシュ
シルエットクイズが得意で、海賊船やマーリンなど、様々な姿に変えることができる。それを利用して、マーリンやドリーをシドニーへ案内した。
クラゲ（Jellyfish）
東オーストラリア海流の近くでマーリンとドリーが出会ったクラゲの大群。傘や口腕はピンク色。ドリーとマーリンを刺した。
クラッシュ（Crush）
150歳のアオウミガメ。ヒッピー精神の元に息子をのびのびと育てている。原語版では監督のアンドリュー・スタントン自身が声を担当する。
スクワート（Squirt）
クラッシュの息子。ニモと同じ年頃の遊び盛り。終盤で交換留学生としてニモの学校の生徒になる。
クジラ
マーリンとドリーを食べるが、偶然にも潮吹きでシドニーへ送り届けた。
ナイジェル（Nigel）
コシグロペリカン。タンク・ギャングにとっての外界の窓口であり、良き友人。
カモメ（Gull）
シドニー港にたむろする海鳥たち。見かけによらず貪欲で、セリフは皆「チョウダイ」（原語は“Mine.”＝俺の、日本語字幕では“エサ”）のみ。
カニ（Crab）
汚水処理場に通じる海底パイプの穴から出てくる残飯の欠片を漁って生きている二匹組。嫌味な性格でマーリンの居場所を素直に教えなかったため、怒ったドリーにカモメの前に出され無理やり聞き出される羽目になった。
それぞれ名前があり、緑で小さい方が「バズ」で赤くて大きい方が「バーニー」だが、本編で呼ばれたことはない。

### タンク・ギャング
歯科診療所の水槽で暮らす観賞魚たちの総称。リーダーのギル以外は皆ペットショップの出身。
エンディングで脱走に成功するも、中に入れられた袋が破けずにいた。
続編『ファインディング・ドリー』ではエンドロール後のみの登場。未だに袋に入った状態でモロベイの海を彷徨っていたところを人間によって捕獲された。なお、彼らが活躍する未公開シーンがあったが、カットされている。
ギル（Gill）
ツノダシ。“タンク・ギャング”のリーダーで唯一の海育ち。少々融通が利かないところもあるが、仲間思い。
幾度も脱走に挑戦し、失敗を繰り返している。右半身に残る傷跡はその名残。ニモが仲間入りした印に「シャークベイト（サメのエサ）」という呼び名をつけたのも彼である。
ピーチ（Peach）
紫のヒトデの女性。水槽のガラスにへばりつき、外で起こっていることを仲間に伝えるのが仕事。
日がな一日診療所を観察しているため、歯科についての知識はかなりのもの。また、英字も理解できる。
ガーグル（Gurgle）
ロイヤル・グランマ。重度の潔癖症。
デブ(&フロー)（Deb (＆Flo)）
ヨスジリュウキュウスズメダイの女性。水槽のガラスに映る影を双子の妹のフローだと思い込んでいる。
バブルス（Bubbles）
キイロハギ。水槽のオブジェである宝箱から不定期に出てくる泡に執着している。
ブロート（Bloat）
ハリセンボン。感情が高ぶると勝手に体が膨らむ性質。
ジャック（Jacques）
アカシマシラヒゲエビ。水槽の掃除担当。フランス訛りがある。
チャックルズ
ダーラの去年の誕生日プレゼントだった金魚。振り回しの犠牲になり、無残な姿となってしまい、さらにトイレに流されてしまった。写真のみの登場。

### 人間
フィリップ・シャーマン（Dr. Philip Sherman）
シドニー港に面した通りで診療所を経営する歯科医。ニモを“さらった”張本人。
彼が帰りに落とした住所入りのゴーグルは、マーリン達がシドニーを目指すたった一つの手掛かりになった。
彼はニモをさらった事を、サンゴ礁から離れて死にかけていたところを助けたと誤解していた。
ダーラ（Darla）
本作のディズニー・ヴィランズ。シャーマン医師の姪。7歳。誕生日になるとプレゼントの観賞魚を貰いに診療所にやってくる。
魚はたいていその日のうちに振り回して死なせてしまうため、タンク・ギャングからは恐れ憎まれている。
古めかしい歯列矯正器具をつけている。

### その他
コーラル（Coral）
カクレクマノミの女性。マーリンの妻でニモの母親となるはずだった。卵が孵化する2日前に卵共々バラクーダの餌食となった。
タッド（Tad）
フエヤッコダイ。ニモの通う学校の友達。口が悪い。
フィル
タッドの父。息子と同じく、口が悪く冗談が大好き。
シェルドン（Sheldon）
タツノオトシゴ。ニモの通う学校の友達。水アレルギー。悪戯好きな所もあり父親によく怒られている。
ボブ
シェルドンの父。息子とは逆に紳士的。
パール（Pearl）
メンダコ。ニモの通う学校の友達。8本の足のうち1本だけ短い。驚くと墨を漏らす。
テッド
パールの父。娘同様、驚くと墨を漏らす。
エイ先生（Mr. Ray）
マダラトビエイ。ニモの学校の先生。陽気な性格。科学者でもあり、冒険と好奇心に溢れた授業を行う。

## 声の出演

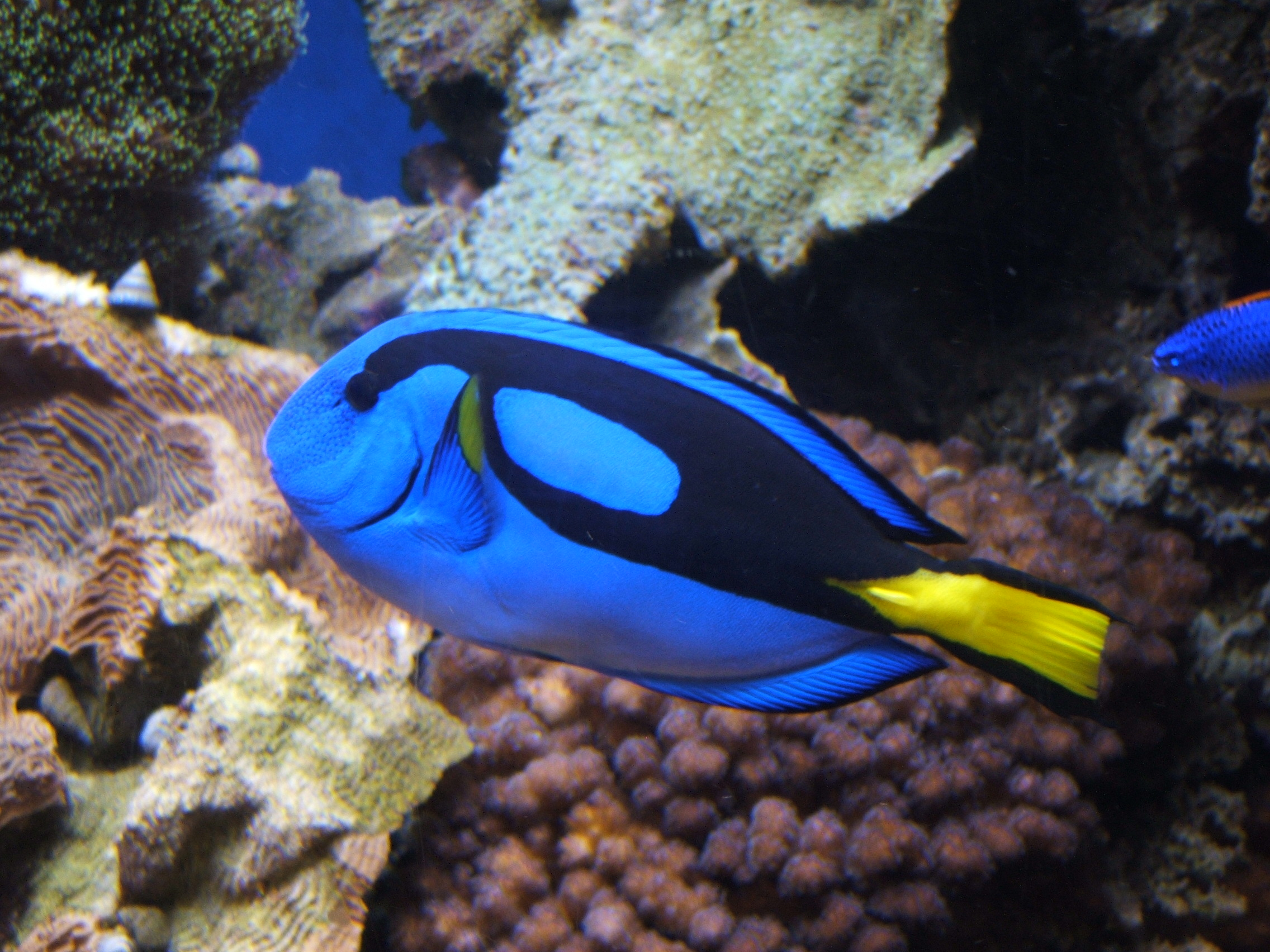
ドリーのモデルであるナンヨウハギ

| キャラクター                                | 原語版                     | 日本語版        |
| ------------------------------------------- | -------------------------- | --------------- |
| マーリン（カクレクマノミ・ニモの父）        | アルバート・ブルックス     | 木梨憲武        |
| ドリー（ナンヨウハギ）                      | エレン・デジェネレス       | 室井滋          |
| ニモ（カクレクマノミの子）                  | アレクサンダー・グールド   | 宮谷恵多        |
| ギル（ツノダシ）                            | ウィレム・デフォー         | 山路和弘        |
| ガーグル（ロイヤル・グランマ）              | オースティン・ペンドルトン | 津田寛治        |
| ブロート（ハリセンボン）                    | ブラッド・ギャレット       | 乃村健次        |
| ピーチ（ヒトデ）                            | アリソン・ジャネイ         | 定岡小百合      |
| バブルス（キイロハギ）                      | スティーヴン・ルート       | 清水明彦        |
| デブ&フロー（ヨスジリュウキュウスズメダイ） | ヴィッキー・ルイス         | 森崎めぐみ      |
| ジャック（アカシマシラヒゲエビ）            | ジョー・ランフト           | 斎藤志郎        |
| エイ先生（マダラトビエイ）                  | ボブ・ピーターソン         | 赤坂泰彦        |
| ブルース（ホオジロザメ）                    | バリー・ハンフリーズ       | 郷里大輔        |
| チャム（アオザメ）                          | ブルース・スペンス         | 二又一成        |
| アンカー（ヒラシュモクザメ）                | エリック・バナ             | 石住昭彦        |
| クラッシュ（アオウミガメ）                  | アンドリュー・スタントン   | 小山力也        |
| スクワート（アオウミガメの子）              | ニコラス・バード           | 菅光輝          |
| ナイジェル（ペリカン）                      | ジェフリー・ラッシュ       | 後藤哲夫        |
| 歯科医師(フィリップ・シャーマン)            | ビル・ハンター             | 稲葉実          |
| ダーラ                                      | ルル・エベリング           | 久野美咲        |
| シェルドン（オオウミウマ）                  | エリック・ペア・サリヴァン | 海鋒拓也        |
| タッド（フエヤッコダイ）                    | ジョーダン・ランフト       | 須賀健太        |
| パール（メンダコ）                          | エリカ・ベック             | 上野一舞        |
| ボブ（オオウミウマ）                        | フィル・プロクター         | 梅津秀行        |
| フィル（フエヤッコダイ）                    |                            | 鈴木勝美        |
| テッド（メンダコ）                          |                            | 楠見尚己        |
| カニ                                        | ローブ・マクマナス         | 塚地武雅 鈴木拓 |
| コーラル（カクレクマノミ・ニモの母）        | エリザベス・パーキンス     | 進藤晶子        |
| 大口魚の母                                  |                            | LiLiCo          |
| 小さな魚                                    |                            | 中島ヒロト      |
| 大きな魚                                    |                            | さかなクン      |
| ロブスター                                  | アンドリュー・スタントン   | やまだひさし    |
| メカジキ                                    |                            | YASU            |
| イルカ                                      |                            | 杉山39          |
| アジサシ                                    |                            | 吉井歌奈子      |
| カメ                                        |                            | 池田恭祐        |
| ムーンフィッシュ                            | ジョン・ラッツェンバーガー | 佐々木睦        |
| その他                                      |                            | 田中雄士 京井幸 |

## スタッフ
- 監督・原案:アンドリュー・スタントン
- 製作総指揮:ジョン・ラセター
- 音楽:トーマス・ニューマン

## ディズニーパークのファインディング・ニモ

### アトラクション
「タートル・トーク」(Turtle Talk with Crush)
アメリカと東京のディズニーパークにあるアトラクション。海ガメのクラッシュとゲストがリアルタイムで会話できるアトラクション。エプコット版は2004年、ディズニー・カリフォルニア・アドベンチャー版は2005年にオープンした。2009年秋に東京ディズニーシーにも導入された。香港には2008年に期間限定のアトラクションとして存在していた。
「ファインディング・ニモ・サブマリン・ヴォヤッジ」(Finding Nemo Submarine Voyage)
ディズニーランド・リゾートのディズニーランドにあるアトラクション。潜水艦型ライドに乗り込み、映画に登場したキャラクターとともにニモを助けるという内容。元々存在していたアトラクション「サブマリン・ヴォヤッジ」をリニューアルして2007年にオープンした。
「シー・ウィズ・ニモ アンド フレンド」(The Seas with Nemo & Friends)
ウォルト・ディズニー・ワールド・リゾートのエプコットにあるアトラクション。貝型のライドに乗って、ファインディング・ニモの世界を楽しむ。2007年にオープンした。
「ファインディング・ニモ ザ・ミュージカル」(Finding Nemo - The Musical)
ウォルト・ディズニー・ワールド・リゾートのディズニー・アニマル・キングダムにある、ファインディング・ニモのミュージカルアトラクション。2007年にオープンした。
「クラッシュ・コースター」(Crush's Coaster)
ディズニーランド・パリのウォルト・ディズニー・スタジオ・パークにあるアトラクション。海ガメの甲羅型のライドに乗って海ガメのクラッシュたちとの海の旅を体験するローラーコースター。ライドは4人乗りの背中合わせで、走行中に360度水平回転する。2007年にオープンした。
「ニモ&フレンズ・シーライダー」(Nimo & Friends SeaRider)
東京ディズニーシーに2017年5月12日にオープンしたアトラクション。『ファインディング・ドリー』を題材にしている。

### パレード
東京ディズニーランド・エレクトリカルパレード・ドリームライツ
東京ディズニーランドの夜のパレード
ニモをかたどったフロート、クラッシュを乗せたフロートが登場し、ニモとクラッシュの台詞（日本語）もある。
ハピネス・イズ・ヒア
東京ディズニーランドの昼のパレード
ナイジェルをかたどったフロート（くちばしの中にはマーリンとドリーもいる）が登場する。クラゲやカモメをモチーフとした衣装の出演者が登場する。ニモとギルをモチーフとした衣装の出演者も出演し、ニモとギルのフィギュアを持っている。

## 関連商品
ファインディング・ニモ
2003年12月6日にユークスから発売されたPlayStation 2、ニンテンドー ゲームキューブ、ゲームボーイアドバンス用ソフト。
ファインディング・ニモ 新たなる冒険
2004年11月19日にユークスから発売されたゲームボーイアドバンス用ソフト。前作の続編。
ファインディング・ニモ 海の学校
2006年5月26日にソースネクストから販売されたWindows、Macintosh用知育ソフト。
ファインディング・ニモ タッチでニモ
2006年6月29日にセガゲームスから発売されたニンテンドーDS用ソフト。

## 訴訟
フランスの作家フランク・ル・カルベスは、本作が自身の執筆した絵本『Pierrot Le Poisson Clown』の盗作であるとして訴訟を起こした。
カルベスはカクレクマノミをモデルにした絵本『Pierrot Le Poisson Clown』を2002年11月に出版したが、本作の公開後はニモと類似しすぎているという理由から絵本を有名書店で取り扱ってもらえなくなったと主張した。『Pierrot Le Poisson Clown』のアイデアを思いついたのは9年前で、アニメ化を狙って各映画会社に売り込みにいった経験があることから、本作は自分のアイデアを盗んだものに違いないとして、本作の興行収入やマーチャンダイジング収益の分配を要求していた。
しかし裁判所は、「ニモは赤いが、（カルベスのキャラクターである）ピエロはオレンジ色だ」などの理由で、2つのキャラクターを一般人が間違える危険性が少ないと判断し、作家の訴えを却下した。また、もし2つのキャラクターが似通っているとしても、ディズニー側は2002年の2月にコピーライト登録をすませているので、2002年11月に登録した『Pierrot Le Poisson Clown』よりも先行しているという。

## テレビ放映
| 回数 | 放送局     | 放送枠           | 放送形態       | 放送日            | 放送時間      | 放送分数 | 平均世帯 視聴率 | 備考                                             |
| ---- | ---------- | ---------------- | -------------- | ----------------- | ------------- | -------- | --------------- | ------------------------------------------------ |
| 1    | 日本テレビ | 金曜ロードショー | （なし）       | 2008年4月18日(金) | 21:03 - 23:04 | 121分    | 12.6%           | 地上波初放送                                     |
| 2    | TBSテレビ  | 水曜プレミア     | （なし）       | 2013年7月24日(水) | 21:00 - 22:54 | 114分    | 7.0%            | 『モンスターズ・ユニバーシティ』公開記念で放送。 |
| 3    | フジテレビ | 金曜プレミアム   | （なし）       | 2016年7月15日(金) | 21:00 - 22:57 | 117分    | 10.1%           | 『ファインディング・ドリー』公開記念で放送。     |
| 4    | フジテレビ | 土曜プレミアム   | 本編ノーカット | 2023年8月5日(土)  | 21:00 - 23:10 | 130分    | 4.8%            | 『マイ・エレメント』公開記念で放送。             |